# 목포옥암초등학교
목포옥암초등학교는 대한민국 전라남도 목포시에 있는 초등학교다.

## 학교 연혁
- 2008. 01. 01 박홍기 겸임 교장(목포옥남초)외 행정실 4명 개설요원 인사 발령
- 2008. 02. 25 건물 준공(대지면적: 12,023m2, 연면적: 12,749m2, 건물규모 : 지하 1층 / 지상 4층)
- 2008. 03. 01 김용해 교장 외 교감 1, 교사 15명 신규 부임
- 2008. 03. 03 개교(14학급, 401명), 완성 학급 42학급
- 2008. 09. 01 목포옥남초등학교 편입
- 2011. 03. 01 제2대 최성기 교장 부임
- 2012. 02. 14 제4회 졸업식(남 105명, 여 88명, 계 193명, 누계 691명)
- 2013. 02. 20 제5회 졸업식(남 102명, 여 87명, 계 189명)
- 2013. 03. 01 34학급 편성
- 2014. 02. 18 제6회 졸업식(남 76명,여 90명 계 166명)
- 2014. 03. 01 36학급 편성
- 2015. 02. 17 제7회 졸업식(남 93명,여 86명 계 179명)
- 2015. 03. 01 42학급 편성
- 2015. 03. 01 제3대 권길복 교장 부임
- 2017. 03. 01 제4대 김화현 교장 부임
- 2018. 03. 01 제5대 이상호 교장 부임(39학급)
- 2020. 02. 14 제12회 졸업(남109명, 여 90명, 계199명, 누계 2,061명)

## 학교 동문
Han Jisung

## 참고 자료
- 목포옥암초등학교 - 한국교육학술정보원 학교알리미